# Тополяне
Тополяне (болг. Тополяне) — село в Болгарии. Находится в Старозагорской области, входит в общину Раднево. Население составляет 241 человек по состоянию на 2010 год..

## Политическая ситуация
В местном кметстве Тополяне, в состав которого входит Тополяне, должность кмета (старосты) исполняет Гошо Колев Георгиев (Союз демократических сил (СДС)) по результатам выборов правления кметства.
Кмет (мэр) общины Раднево — Нончо Драгиев Воденичаров (инициативный комитет) по результатам выборов в правление общины.